# Wörner Gap
Wörner Gap (bulgarisch седловина Вьорнер sedlowina Wjorner, deutsch ‚Wörner-Sattel‘, im Vereinigten Königreich Aurora Gap) ist ein 550 m hoher Bergsattel auf der Livingston-Insel im Archipel der Südlichen Shetlandinseln. Dieser Gebirgspass liegt 2 km nordöstlich des Plíska Ridge an der Wasserscheide zwischen Perunika- und Huron-Gletscher.
Die bulgarische Kommission für Antarktische Geographische Namen benannte ihn 1995 nach dem deutschen Politiker Manfred Wörner (1934–1994), von 1988 bis zu seinem Tod NATO-Generalsekretär. Das Advisory Committee on Antarctic Names übertrug die bulgarische Benennung im Jahr 1996 ins Englische. Das UK Antarctic Place-Names Committee benannte ihn dagegen nach der Aurora, Schiff zweier Antarktisexpeditionen.